# Conferència General Assíria
Conferència General Assíria és una entitat política assíria a l'Iraq, fundada el 7 d'agost de 2005 a Bagdad i que vol representar a tots els assiris sense diferència d'església entre ells.
Demana l'establiment d'un territori assiri autònom (el Triangle assiri) dins un estat iraquià federal i democràtic.
Va participar en les eleccions regionals del Kurdistan del Sud el 2005 però només va obtenir 1.825 vots i cap escó.